# Людвиг, Августа

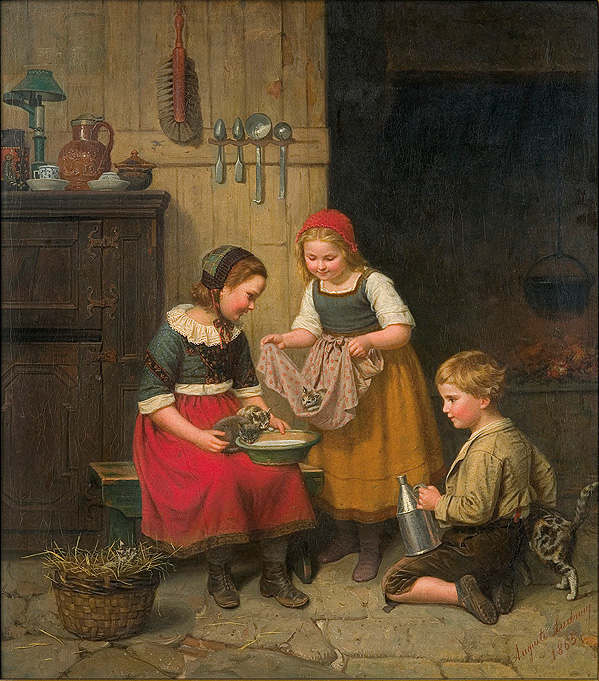
Дети и котята. 1865

Августа (или Аугусте) Людвиг (нем. Auguste Ludwig, 1834, Гревенталь Германия — 1901) — немецкая художница-портретистка.

## Биография
О жизни художницы А. Людвиг известно мало, родилась она в 1834 году в Германии. Двоюродная сестра писателя Отто Людвига (1813-1865) и художника-пейзажиста Карла Людвига (1839-1901). Училась в Веймаре у Фридриха Вильгельма Мартерстайга (нем. Friedrich Martersteig), затем в дрезденской Академии художеств у Готфрида Юлия Шольца (нем. Gottfried Julius Scholtz).
В 1880 году поселилась в Дюссельдорфе, где продолжила обучение живописи у профессоров Академии искусств Рудольфа Йордана (нем. Wilhelm Rudolph Jordan) и Густава Стевера (нем. Gustav Stever).
С 1868 года принимала участие в выставках. Позже переехала и работала в Берлине.
Умерла в 1901 году, по некоторым данным, в Дюссельдорфе.

## Творчество
Августа Людвиг писала, в основном, портреты, жанровые полотна, изредка — пейзажи. Особый интерес художницы привлекали дети. Ею создан ряд картин со счастливыми детьми, подражающими своими поступками взрослых.

## Избранные работы
- Детская свадьба,
- Семейная забава,
- Суд Париса,
- Дети и котята

Ещё при её жизни, а, тем более, после смерти, работы художницы разошлись по частным коллекциям.
До 1939 года в дрезденской картинной галерее экспонировался портрет супруги Отто Людвига, кисти А. Людвиг.

## Галерея

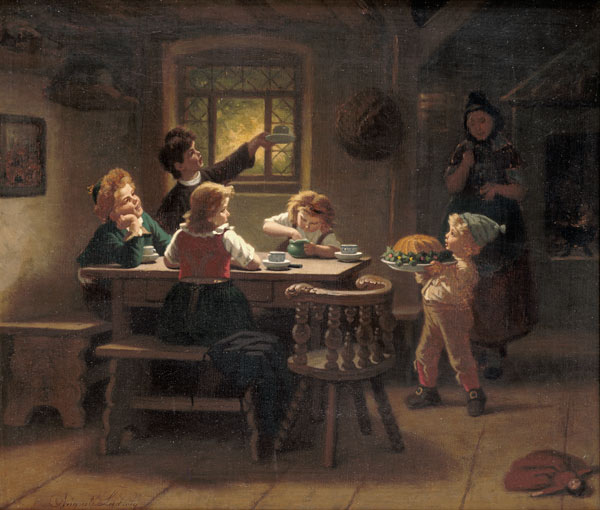
Торт на день рождения
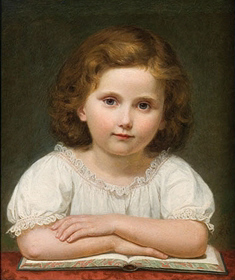
Портрет девочки с книгой
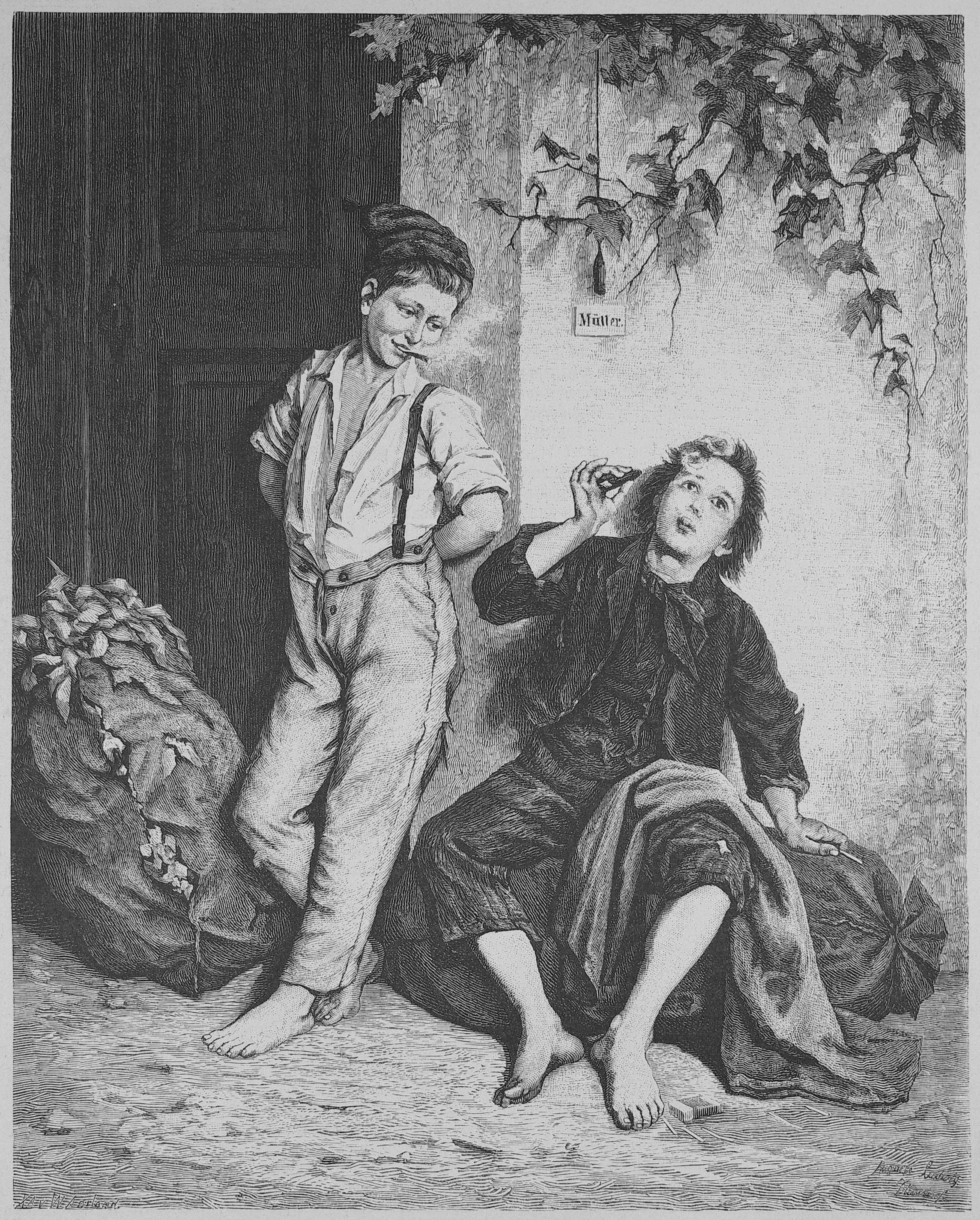
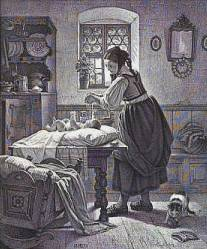
Утренний туалет